# Йенш, Эрих Рудольф
Эрих Рудольф Фердинанд Йенш (нем. Erich Rudolf Ferdinand Jaensch; 26 февраля 1883, Бреслау — 12 января 1940, Марбург) — немецкий психолог и философ, возглавлявший кафедру в Марбургском университете.

## Биография
Эрих Йенш известен в научном мире как исследователь явления эйдетизма с точки зрения психологии.
4 марта 1933 года Эрих Рудольф Йенш был среди 300 немецких преподавателей, призвавших голосовать за НСДАП, 11 ноября 1933 года — среди более 900 учёных и преподавателей немецких университетов и вузов, подписавших «Заявление профессоров о поддержке Адольфа Гитлера и национал-социалистического государства».

## Научные труды
- Über die Wahrnehmung des Raumes, 1911.
- Einige allgemeine Fragen der Psychologie und der Biologie des Denkens, erläutert an der Lehre vom Vergleich: mit Bemerkungen über die Krisis in der Philosophie der Gegenwart. Barth, Leipzig 1920.
- Jaensch E.R. Die Eidetik und die typologische Forschungsmethode, 1925;
- Jaensch E.R. Zur Eidetik und Integrationtypologie, 1941